# Liberal-Islamischer Bund
Der Liberal-Islamische Bund e. V. (LIB) ist eine als gemeinnütziger, eingetragener Verein organisierte Religionsgemeinschaft mit Sitz und Verwaltung in Hamburg, die eine liberale Praxis des Islams vertritt.

## Geschichte
Der Liberal-Islamische Bund wurde im Sommer 2010 gegründet. Der LIB will muslimische Bürger in Deutschland vertreten, die sich mit ihren liberalen Auffassungen des Islams in öffentlichen Debatten, anderen islamischen Organisationen und politischen Prozessen nicht angemessen vertreten sehen. Ordentliches Mitglied können nur Musliminnen und Muslime werden, die keinem anderen Islamverband angehören. Erste Vorsitzende des LIB ist Odette Yılmaz als Nachfolgerin der Islamwissenschaftlerin Nushin Atmaca. Gründungsvorsitzende seit 2010 war die Islamwissenschaftlerin und nunmehrige (Stand 3/2022) Bundestagsabgeordnete von Bündnis 90/Die Grünen Lamya Kaddor. Weitere bekannte Mitglieder sind die Imamin Rabeya Müller (Gründungsmitglied) , Siham Zaaj und die Schriftstellerin Hilal Sezgin.
In Köln, Frankfurt am Main, Berlin, Hamburg und Hannover bestehen Gemeinden. Weitere Gemeinden in Stuttgart und im Rhein-Neckar-Kreis sind nach Angaben des LIB im Aufbau.
Der Verein bietet unter anderem gemischt-geschlechtliche Gebete, erlaubt es Menschen aller Geschlechter vorzubeten, führt interreligiöse und queere Islamische Eheschließungen (nikah) durch und bietet seit März 2022 auch eine Queer-Muslimische Beratung an.

## Rolle in der Islamdebatte
Der Journalist Patrick Bahners kritisierte 2011 in einem Beitrag der FAZ den liberalen Islam, der gegen das „Phantombild der jungen Konservativen“ gesetzt sei und keine sachliche Position umreiße, sondern nur eine Funktionsstelle einnehme; demnach gebe es Muslime, die als „Vermittlungstheologen nach dem Geschmack von Annette Schavan“ zur Verfügung stünden. Die Journalistin Hilal Sezgin, Mitglied des Liberal-Islamischen Bundes, bezeichnete sich daraufhin selbst als eine solche „Vermittlungstheologin“ und verteidigte diese Position. Der Liberal-Islamische Bund kritisiert, dass von ihm als konservativ angesehene Organisationen wie der Zentralrat der Muslime in Deutschland über sogenannte Ehrenmorde und andere Straftaten, die in Deutschland von Muslimen begangen würden, kein kritisches Wort verlören. Der Zentralrat der Muslime hingegen stellt wiederholt deutlich klar, dass sogenannte Ehrenmorde nicht mit dem Islam zu rechtfertigen seien, sondern dass der Islam im Gegenteil Mord und Zwangsverheiratung verbiete.
Die ehemalige Vorsitzende des LIB, Lamya Kaddor, lehnte ein von der deutschen Bundesregierung geprüftes Aufführungsverbot des umstrittenen islamfeindlichen Filmes Innocence of Muslims mit der Begründung ab: „Je mehr man über ein Verbot redet und die Tabuisierung solcher Inhalte vorantreibt, desto mehr Schaden richtet man an.“ Diskussionen über Sonderregelungen für Muslime würden die Islamfeindlichkeit in Deutschland vorantreiben.

## Belege
1. 1 2 3  Hilal Sezgin: Die Islamdebatte in Deutschland verläuft seltsam: Muslime für die Homoehe. In: taz.de. 24. August 2011, abgerufen am 16. Dezember 2014.
2. ↑  www.lib-ev.de
3. ↑  www.lib-ev.de
4. ↑  Vorstand. Abgerufen am 4. Juli 2018.
5. ↑  Die Seite des LIB-Vorstands. Abgerufen am 7. August 2016.
6. ↑  Liberal-Islamischer Bund: Der Vorstand
7. ↑  https://www.ksta.de/koran--zum-nachteil-der-frauen-ausgelegt--13639590
https://de.qantara.de/inhalt/portraet-der-theologin-rabeya-mueller-gleichberechtigung-im-namen-des-islams
https://www1.wdr.de/mediathek/audio/wdr3/wdr3-kultur-am-mittag/audio-auszeichnung-fuer-koelner-imamin-rabeya-mueller-102.html Der Vorstand. Liberal-Islamischer Bund e. V., abgerufen am 17. Januar 2023.
8. ↑  www.lib-ev.de
9. ↑   Ludger Fittkau: Liberale Muslime wollen gehört werden. Deutschlandfunk, abgerufen am 1. Juni 2016.
10. ↑  Homepage der LIB-Gemeinden. Abgerufen am 8. August 2016.
11. ↑  Liberal-Islamischer Bund e. V. – Offen. Inklusiv. Progressiv. Unvoreingenommen. Abgerufen am 3. Juni 2022 (deutsch).
12. ↑  Patrick Bahners: Die Religion in den Grenzen des Klassenzimmers. In: FAZ.net. 12. August 2011, abgerufen am 16. Dezember 2014.
13. ↑  Till-R. Stoldt: Potenzial liberaler Muslimverbände wird ignoriert. In: welt.de. 20. August 2011, abgerufen am 16. Dezember 2014.
14. ↑  ZMD: Es gibt kein Kultur-Rabatt im Islam bei Mord oder anderen strafrechtlichen Handlungen. In: zentralrat.de. 1. April 2014, abgerufen am 13. Juni 2023.
15. ↑  Bundesregierung prüft Aufführungsverbot von Hassvideo (Memento des Originals vom 4. Dezember 2014 im Internet Archive)  Info: Der Archivlink wurde automatisch eingesetzt und noch nicht geprüft. Bitte prüfe Original- und Archivlink gemäß Anleitung und entferne dann diesen Hinweis. Abgerufen am 18. September 2012
16. ↑  Deutschland: Muslime uneins über Aufführungsverbot von Hass-Video. In: Spiegel Online. 18. September 2012, abgerufen am 16. Dezember 2014.